# Vetranione
Vetranione (latino: Vetranio; Mesia, ... – 356 circa) è stato un generale romano, usurpatore nel 350 sotto l'imperatore romano Costanzo II.

## Biografia
Nato in Mesia di umili origini, Vetranione fu un soldato e un ufficiale esperto, servendo sotto Costantino I e diventando magister militum sotto il di lui figlio Costante I, imperatore dell'Italia e delle regioni danubiane.
Quando l'usurpatore Magnenzio si ribellò a Costante nel 350, uccidendolo, Costantina, sorella di Costanzo II e Costante I, chiese a Vetranione di proclamarsi augusto per contrastare l'usurpatore e proteggere la sua famiglia: era infatti più probabile che le truppe danubiane fossero fedeli ad un usurpatore che ad un imperatore lontano (Costanzo era in Oriente). Vetranione fu proclamato augusto a Sirmio il 1º marzo 350 in Illirico: Costanzo venne informato dei fatti da Costantina e, all'inizio, accettò il nuovo collega, inviandogli persino un diadema e riconoscendolo formalmente. Inoltre, poiché Costanzo era ad Antiochia di Siria impegnato in una campagna contro i Sasanidi, inviò denaro all'augusto, mettendolo a capo delle truppe del Danubio, in modo da impegnare Magnenzio. Vetranione richiese più volte denaro e truppe a Costanzo, e gli manifestò la propria lealtà.
Le relazioni tra Vetranione e Costanzo si deteriorarono, e Vetranione decise di allearsi con Magnenzio. I due mandarono una ambasciata presso Costanzo, ad Eraclea Sintica in Tracia: la proposta di pace sarebbe stata suggellata con i matrimoni di Magnenzio e Costantina e di Costanzo e la figlia di Magnenzio, ma Costanzo rifiutò.
Allora Vetranione si incontrò con Costanzo a Serdica, seguendolo poi a Naissus, dove Vetranione venne deposto il 25 dicembre 350. Costanzo e Vetranione montarono su di una piattaforma, e Costanzo riuscì a farsi acclamare imperatore dalle truppe, e spogliò Vetranione della porpora; poi lo accompagnò giù dalla piattaforma e, chiamandolo padre, lo accompagnò alla tavola da pranzo.
Costanzo permise a Vetranione di vivere da privato cittadino con una pensione di stato a Prusa. Si pensa che Vetranione si sia suicidato intorno all'anno 356.